# Ben Becker
Ben Becker, född 19 december 1964 i Bremen i Tyskland, är en skådespelare. Han är son till skådespelarna Rolf Becker och Monika Hansen och bror till skådespelaren Meret Becker.

## Filmografi (i urval)
- 2017 - Berlin – under samma himmel
- 2005 - Max und Moritz Reloaded
- 2003 - Trenck - Zwei Herzen gegen die Krone
- 2001 – Så vit som en snö
- 2000 - Otto - Der Katastrofenfilm
- 1997 – Comedian Harmonists
- 1996 - Simson och Delila